# Фатих Мехмед джамия (Царево село)
 Тази статия е за джамията в Царево село.  За джамията в Кюстендил вижте Фатих Мехмед джамия.  
Султан Фатих Мехмет II джамия (на македонска литературна норма: Султан Фатих Мехмед II џамија) е мюсюлмански храм в град Царево село (Делчево), Северна Македония.
Изградена е в 1448 година в Средна или Турска махала по време на управлението на султан Фатих Мехмед II и е най-старата сграда в града. Минарето е изградено с хоросан от вар и яйца и е високо 23 метра. Мехмед IV в 1734 година я доградил джамията с мафил (чардак), за място за молещите се жени. Пътеписецът Евлия Челеби, минавайки из този край в 1670 година, пише, че видял чудна джамия, изградена на скала, покрай която тече река, а минарето е поставено от лявата страна на джамията, което представлява изключение единствено за тази и за джамията в Тработивище. Джамията е реставрирана в 1991 година, като е изградена изцяло изоснови, с изключение на прозорците, които са били правоъгълни, а сега са полукръгли. Джамията е действащ храм.
Това е втората джамия посветена на султан Султан Фатих Мехмет II в Константиновата земя или Кюстендилски санджак.